# Jochen Kühner
Jochen Kühner (Espira, 15 de octubre de 1980) es un deportista alemán que compitió en remo. Su hermano gemelo Martin compitió en el mismo deporte.
Ganó cuatro medallas en el Campeonato Mundial de Remo entre los años 2007 y 2012, y dos medallas en el Campeonato Europeo de Remo entre los años 2009 y 2010.

## Palmarés internacional
| Campeonato Mundial | Campeonato Mundial          | Campeonato Mundial | Campeonato Mundial        |
| Año                | Lugar                       | Medalla            | Prueba                    |
| ------------------ | --------------------------- | ------------------ | ------------------------- |
| 2007               | Múnich (Alemania)           | Medalla de plata   | Dos sin timonel ligero    |
| 2009               | Poznań (Polonia)            | Medalla de oro     | Cuatro sin timonel ligero |
| 2010               | Cambridge (Nueva Zelanda)   | Medalla de oro     | Ocho con timonel ligero   |
| 2012               | Plovdiv (Bulgaria)          | Medalla de oro     | Ocho con timonel ligero   |
| Campeonato Europeo |                             |                    |                           |
| Año                | Lugar                       | Medalla            | Prueba                    |
| 2009               | Brest (Bielorrusia)         | Medalla de plata   | Cuatro sin timonel ligero |
| 2010               | Montemor-o-Velho (Portugal) | Medalla de oro     | Cuatro sin timonel ligero |